# Szczuroskocznik jedwabisty
Szczuroskocznik jedwabisty (Perognathus flavus) – gatunek ssaka podrodziny szczuroskoczników (Perognathinae) w obrębie rodziny karłomyszowatych (Heteromyidae). Zamieszkuje tereny w Meksyku i w Stanach Zjednoczonych (Nowy Meksyk, Arizona, Kolorado, Nebraska, Oklahoma, Wyoming, Teksas, Dakota Południowa i Kansas). Lokalizacja typowa: USA, stan Teksas, hrabstwo El Paso, El Paso. Międzynarodowa Unia Ochrony Przyrody (IUCN) wymienia Perognathus flavus w Czerwonej księdze gatunków zagrożonych jako gatunek najmniejszej troski (LC – least concern).

## Rozmieszczenie geograficzne
Szczuroskocznik jedwabisty zamieszkuje tereny w Meksyku i w Stanach Zjednoczonych (Nowy Meksyk, Arizona, Kolorado, Nebraska, Oklahoma, Wyoming, Teksas, Dakota Południowa i Kansas). Lokalizacja typowa: USA, stan Teksas, hrabstwo hrabstwo El Paso, El Paso.
Zasięg występowania w zależności od podgatunku:
- P. flavus flavus − południowo-zachodnia część USA i północno-centralny Meksyk (południowo-wschodnia Arizona, Nowy Meksyk, północny Teksas i obszar od północno-wschodniej Sonory i Chihuahua po północno-centralną część Durango),
- P. flavus bimaculatus − południowo-zachodnia część USA (zachodnio-centrana Arizona).
- P. flavus bunkeri – południowo-centralna część USA (zachodnio-centralna część Wielkich Równin na wschodzie Kolorado, zachodnia część Kansas i zachodnia Oklahoma,
- P. flavus fuliginosus − południowo-zachodnia część USA (okolice San Francisco Mountains i Mogollon Plateau (południowa część większego płaskowyżu Kolorado), północno-centralna Arizona),
- P. flavus fuscus − południowo-zachodnia część Meksyku (dolina w górnym biegu rzeki Papigochic; zlewnia laguny Bustillos, północno-centralna część stanu Chihuahua,
- P. flavus goodpasteri − południowo-zachodnia część USA (wyłącznie Mogollon Plateau w północno-centralnej Arizonie),
- P. flavus hopiensis − południowo-zachodnia część USA (region Four Corners w południowo-wschodnim Utah, południowo-zachodnia część Kolorado, północno-wschodnia Arizona, północno-wschodni Nowy Meksyk),
- P. flavus medius − północno-centralna część Meksyku (południowo-wschodni Durango, południowo-wschodni Coahuila, Zacatecas, zachodnia część San Luis Potosí, Aguascalientes, północno-wschodni Jalisco i Guanajuato),
- P. flavus mexicanus − wschodnio-centralna część Meksyku (Querétaro, Hidalgo, północno-wschodni Michoacán, Meksyk, Tlaxcala, zachodnio-centralny Veracruz i Morelos),
- P. flavus pallescens − północno-wschodnia część Meksyku (północno-wschodni Chihuahua, zachodni Coahuila, and północno-wschodni Durango),
- P. flavus parviceps − północno-centralna część Meksyku (południowa część Zacatecas i północna część Jalisco),
- P. flavus piperi − północno-centralna część USA (północna część Wielkich Równin na wschodzie Wyoming i w zachodniej nebrasce),
- P. flavus sanluisi − południowo-zachodnia część USA (San Luis Valley w południowo-centralnej części Kolorado),
- P. flavus sonoriensis − północno-zachodnia część Meksyku (rozproszone populacje na przybrzeżnych równinach zachodnio-centralnej części stanu Sonora.

## Systematyka
Gatunek został opisany naukowo w 1855 roku przez amerykańskiego zoologa Spencera Fullertona Bairda. Miejsce typowe USA, stan Teksas, hrabstwo El Paso, El Paso.
P. flavus należy do grupy gatunkowej flavus, wraz z P. merriami. P. flavus i P. merriami są trudne do rozróżnienia na podstawie cech zewnętrznych; jednak analiza sekwencji mtDNA i nDNA potwierdziła ich odrębność, rozszerzyła znany obszar nakładania się ich zasięgów występowania, ujawniła głębszą strukturę filogenetyczną w grupie gatunkowej flavus i w obrębie P. flavus oraz wydzieliła cztery główne linie, które rozeszły się w późnym miocenie, 6-10 milionów lat temu (dwa szeroko rozpowszechnione i nakładające się na siebie gatunki: P. flavus i P. merriami) oraz dwie reliktowe, ograniczone geograficznie formy o równie starym rodowodzie ze środkowej i południowej pustyni Chihuahua. W obrębie gatunku wyróżniane jest 14 podgatunków.

### Nazewnictwo
- Perognathus: gr. πηρα pēra „kieszeń, torba”; γναθος gnathos „żuchwa”[23].
- flavus: łac. flavus „złoto-żółty, koloru złota, żółty”[24][22].
- bimaculatus: nowołac. bimaculatus „dwupunktowy, dwukropkowy”, od łac. bi- „podwójny”, od bis „dwukrotny”; maculatus „cętkowany, kropkowany”, od maculare „mieć plamę”, od macula  „plama, cętka, kropka”[24].
- bunkeri: Charles Dean Bunker (1870–1948), amerykański taksydermista, zoolog[25].
- fuliginosus: późnołac. fuliginosus „okopcony, pokryty sadzą”, od łac. fuligo, fuliginis „sadza”[24].
- fuscus: łac. fuscus „brązowy, ciemny, ciemnego koloru, czarny”[24].
- goodpasteri: Woodrow W. Goodpaster (?–?), amerykański taksydermista, zoolog[7].
- hopiensis: Hopi, rdzenna ludność Ameryki Północnej, obecnie zamieszkująca północno-wschodnią Arizonę[8].
- medius: łac. medius „pośredni, środkowy”[24].
- mexicanus: Meksyk[24].
- pallescens: łac. pallescens, pallescentis „blady, żółtawy”, od pallescere „blednąć”, od pallere „być bladym”[24].
- parviceps: łac. parvus „mały, krótki”[26]; -ceps „-głowy”, od caput, capitis „głowa”[27].
- piperi: S.E. Piper, osoba, która odłowiła holotyp[13].
- sanluisi: San Luis Valley, Stany Zjednoczone[14].
- sonoriensis: Sonora, Meksyk[24].

### Kopalne ślady występowania gatunku
Rodzaj Perognathus pojawia się po raz pierwszy w miocenie. Ale najstarsze skamieniałe ślady gatunku P. flavus datowane są na późny plejstocen.

### Kariotyp
Garnitur chromosomowy tego zwierzęcia tworzy 25 par (2n=50) chromosomów (FN=86).

## Budowa ciała
Szczuroskocznik jedwabisty ma niewielkie rozmiary i jest najmniejszym gatunkiem wśród gatunków rodziny karłomyszowatych. W stosunku do wielkości całego ciała zwierzę ma stosunkowo dużą głowę. Oczy ma małe. Uszy zaokrąglone i stosunkowo duże – pokryte włosami na obu powierzchniach. Futro jest miękkie i delikatne. W części grzbietowej jest wybarwione na kolor płowożółty, płowoochrowy lub płoworóżowy z drobnymi czarnymi włosami. Populacje zamieszkujące tereny o ciemnej glebie mogą mieć ciemniejsze wybarwienie futra. Na bokach widoczna jest jasnożółta linia, a część brzuszna jest wybarwiona na biało lub na żótawobiało. Ogon krótki, dwukolorowy o cylindrycznej budowie, zwężający się ku końcowi. Jest pokryty spiralami drobnych łusek i krótkimi rzadkimi włosami, które jednak nie zasłaniają łusek. Na zakończeniu ogona widoczne są sztywne włosy. Tylna połowa podeszwy tylnej kończyny jest pokryta rzadkimi, krótkimi włosami. U szczuroskoczników jedwabistych brak jest wyraźnego dymorfizmu płciowego. Jedynie ogon samców może być dłuższy niż u samic.
|                         | średni wymiar |
| ----------------------- | ------------- |
| długość ciała z głową   | 60 mm         |
| długość ogona           | 53 mm         |
| długość ucha            | 6 mm          |
| długość kończyny tylnej | 17 mm         |
| masa ciała              | do 5–10 g     |

## Tryb życia
Szczuroskocznik jedwabisty wiedzie nocny, naziemny tryb życia. Podobnie jak w przypadku większości karłomyszowatych, dorosłe szczuroskoczniki jedwabiste wiodą samotny tryb życia i nie wykazują oznak życia społecznego. W ciepłych miesiącach największa aktywność zwierząt z północnej Arizony była odnotowywana w najcieplejszej części nocy, czyli między 18:00 a 22:00. Zasadniczo aktywność życiowa ulega zmniejszeniu w okresach zimowych. Mogą wówczas nie wychodzić z nor, szczególnie w zimne lub mokre noce. Jednak zwierzęta zaobserwowane w północnej Arizonie wykazywały nocną aktywność przez całą zimę – żerowały nocami regularnie. Kiedy gryzonie te nie wykazują aktywności na powierzchni terenu, żerują na pokarmie zgromadzonym w spiżarniach.

### Cykl życiowy
Po ciąży trwającej około 22–26 dni samica szczuroskocznika jedwabistego rodzi 3–4 młode w miocie. Być może występuje tylko jeden okres lęgowy w ciągu roku (wiosna i lato – prawdopodobnie zróżnicowany jest w zależności od szerokości geograficznej), ale samice w południowej części zasięgu prawdopodobnie mają 2 mioty rocznie. Samice urodzone późnym latem przystępują do rozrodu dopiero następnej wiosny. Długość życia tych zwierząt: 1–2 lata. W badanej populacji w Nowym Meksyku tylko około 50% zwierząt przeżyło dwa miesiące, 25% sześć miesięcy, a tylko kilka przez 20 miesięcy. Średnia długość życia w tej grupie wynosiła 3,3 miesiąca. Szczuroskoczniki jedwabiste żyjące w niewoli osiągają wiek do pięciu lat.

## Ekologia
Szczuroskocznik jedwabisty zasadniczo są roślinożercami. Żerują głównie na nasionach krzewów, roślinach jednorocznych i trawach. Mogą także spożywać mniejsze ilości roślinności zielonej i owady. Pokarm jest zbierany w zewnętrznych, wyściełanych futrem workach policzkowych i przenoszony do nor, gdzie jest magazynowany. Szczuroskocznik jedwabisty nie musi pić wody. Organizm przyswaja wystarczającą ilość wody ze spożywanych pokarmów stałych.

### Siedlisko
Szczuroskocznik jedwabisty zasiedla tereny półsuche i suche trawiaste obszary o zróżnicowanych glebach – od piaszczystych do skalistych, a także w zróżnicowanych formacjach roślinnych. Poszczególne podgatunki mogą funkcjonować w odmiennych typach siedlisk. Zamieszkujące północno-zachodnią część Meksyku P. f. sonoriensis zasiedlają tereny na przybrzeżnych równinach środkowo-zachodniej części stanu Sonora w pobliżu Guaymas. Szczuroskocznik jedwabisty woli użytkować otwarte przestrzenie porośnięte kępami traw niż tereny o ciągłym pokryciu trawą.
Siedlisko pojedynczego zwierzęcia zajmuje stosunkowo mały obszar – średnio 0,11–0,63 ha. Samce zajmują nieco większe tereny. Szacunkowa gęstość zajęcia danego siedliska waha się od 0,64 do 13,0 zwierząt na hektar. Średni zasięg ruchu wynosi 62,5 m. Zwierzęta nie zmieniają miejsc zamieszkania w ciągu życia – średnia odległość rozproszenia wynosi 202 m.

### Nora
Szczuroskocznik jedwabisty może użytkować porzucone lub nawet zamieszkałe nory szczuroskoczka flagoogonowego lub nowików. Może także kopać proste nory w kopcach gofferowatych. Nory tych zwierząt są lokowane pod niskimi krzewami, są stosunkowo płytkie (głębokość do 30 cm) i proste. W ciągu dnia wejścia mogą być otwarte lub zamknięte.

## Ochrona
Międzynarodowa Unia Ochrony Przyrody (IUCN) wymienia Perognathus flavus w Czerwonej księdze gatunków zagrożonych jako gatunek najmniejszej troski (LC – least concern).